# Ludo Troonbeeckx
Lode Troonbeeckx (Itegem, 3 aprile 1938) è un ex ciclista su strada belga.

## Carriera
Ottimo dilettante, tra il 1955 ed il 1959 ottenne un considerevolissimo numero di vittorie e piazzamenti nelle corse belghe, specialmente in kermesse e criterium. Fece parte della spedizione belga ai Campionati del mondo di Zandvoort nel 1959 concludendo la prova al quarto posto; non riuscì tuttavia a ripetere gli stessi risultati anche fra i professionisti.
Corse quasi esclusivamente con la Dr.Mann e fra i piazzamenti di maggior rilievo vanno ricordati il secondo posto al Deutschland Tour nel 1962, dietro Peter Post, l'ottavo posto alla Freccia del Brabante e il decimo al Grand Prix de l'Escaut nel 1963. Nel 1964 realizzò, probabilmente, la sua migliore stagione fra i professionisti: oltre alle solite vittorie nei criterium e kermesse del Belgio salì sul podio di Grand Prix de Fourmies e Tour du Limbourg ed inoltre colse l'ottavo posto nella Omloop Het Volk ed il decimo alla Gand-Wevelgem.

## Palmares
- 1957 (Dilettanti, tre vittorie)

1ª tappa, 2ª semitappa Hasselt (Hasselt > Hasselt)
Classifica generale Hasselt
3ª tappa, 1ª semitappa Giro del Belgio dilettanti, (Leopoldsburg > Sint-Katelijne-Waver)
- 1958 (Dilettanti, cinque vittorie)

Antwerpen-Itegem dilettanti
Nieuwerkerken-Aalst
Bruxelles-Ravels
Critérium de Bevel
Trophée Het Volk à Herentals
- 1959 (Dilettenti, dieci vittorie)

Bruxelles-Evere - Omloop Zuid Brabant
Grand Prix Ludo De Bruyne à Mechelen
Anvers-Genk
2ª tappa Spadois
Classifica generale Spadois
1ª tappa Circuit des 11 Provinces
2ª tappa Circuit des 11 Provinces
6ª tappa Circuit des 11 Provinces
Circuit des 11 Provinces
4ª tappa Giro del Belgio dilettanti (De Panne > Nederbrakel)
- 1960 (Indipendenti/Dr.Mann, due vittorie)

Championnat Anversois à Schoten (indipendenti)
Grote Lenteprijs-Hannuit - Grand Prix du Printemps-Hannut (indipendenti)
- 1963 (Dr. Mann, due vittorie)

Grand Prix Stad Vilvoorde
Rapertingen - Hasselt
- 1965 (Dr.Mann, una vittoria)

Kessel-Lier

### Altri successi
- 1955 (Dilettanti, tre vittorie)

Itegem (11-09-1955)
Itegem (25-09-1955)
Duffel
- 1956 (Dilettanti, una vittoria)

Duffel
1957 (Dilettanti, tredici vittorie)
Baal
Gee
Geel (a)
Hasselt (24-09-1957)
Kapellen
Kontich
Onze-Lieve-Vrouw-Waver (11-06-1957)
Onze-Lieve-Vrouw-Waver (03-09-1957)
Overpelt
Ramsel
Saint Trond
Westmeerbeek
Vilvoorde
- 1958 (Dilettanti, sedici vittorie)

Jemeppe-sur-Sambre
Rotselaar
Itegem (16-09-1958)
Itegem (20-09-1958)
Itegem (30-09-1958)
Wijnegem
Kontich le 9-07-1958)
Tamise
Borsbeek
Schriek-Groot Lo
Nijlen
Tirlemont
Overijse
Kontich (28-09-1958)
Boechout
Gilly
- 1959 (Dilettenti, vittorie)

Namur
Perk
- 1960 (Dr.Mann, otto vittorie)

2ª tappa, 2ª semitappa Driedaagse van Antwerpen (Turnhout > Turnhout, cronosquadre)
Heusden-Zolder
Beersel
Hoogstraten
Lembeek
Kraainem
Kwaadmechelen
Haacht
- 1961 (Dr.Mann, due vittorie)

Duffel
Heist-op-den-Berg
- 1962 (Dr.Mann, due vittorie)

Mortsel
Overpelt
- 1963 (Dr.Mann, una vittoria)

Duffel
Walshoutem
- 1962 (Dr.Mann, quattro vittorie)

Berlare
Nijlen
Oedelem
Zwijndrecht
- 1967 (Goldor, una vittoria)

Memorial Thijssen - Critérium de Strombeek-Bever

## Piazzamenti

### Classiche monumento
- Milano-Sanremo

1961: 58º
1964: 67º
- Giro delle Fiandre

1961: 15º
- Parigi-Roubaix

1961: 82º
1962: 55º

### Competizioni mondiali
- Campionati del mondo

Zandvoort 1959 - In linea dilettanti: 4º